# Corona Extra
«Corona» («Корона») — популярна торговельна марка мексиканського пива. Зазвичай під пивом «Corona» розуміють сорт «Corona Extra», який є найпопулярнішим пивом Мексики та одним з найбільш розповсюджених сортів пива у світі, продаж якого здійснюється у понад 150 країнах світу.
Торговельна марка належить мексиканській корпорації Grupo Modelo. Віднедавна пиво «Corona» варять також  у Бельгії та Китаї, що призвело до втрати позиціонування як виключно Мексиканського пива..

## Історія
Історія пива «Corona» розпочалася 1925 року, в якому цю назву отримала друга торговельна марка, виведена на ринок місцевим виробником пива броварнею Modelo з Мехіко. За десять років ця торговельна марка стала одним з перших місцевих брендів, що почав активно рекламуватися у загальнонаціональних масштабах. Саме активна рекламна підтримка дозволила «Corona» стати лідером мексиканського пивного ринку, в подальшому підкреслення лідерства бренду стало одним з важливих елементів маркетингової політики його виробника.
Позиції торговельної марки на мексиканському ринку були значно посилені у 1950-х, не в останню чергу за рахунок надання спонсорської підтримки найважливішим подіям у спортивному житті країни. Вже як безумовно найпопулярніше мексиканське пиво «Corona» починає підкорення зовнішніх ринків. 1979 року вона вперше експортується на ринок США, де за деякий час займає позицію найбільш продаваного імпортного пива.
Наразі, за даними виробника, пиво «Corona» продається у 159 країнах на 5 континентах, причому на 20 національних ринках утримає позицію найпопулярнішого імпортного пива.

## Різновиди

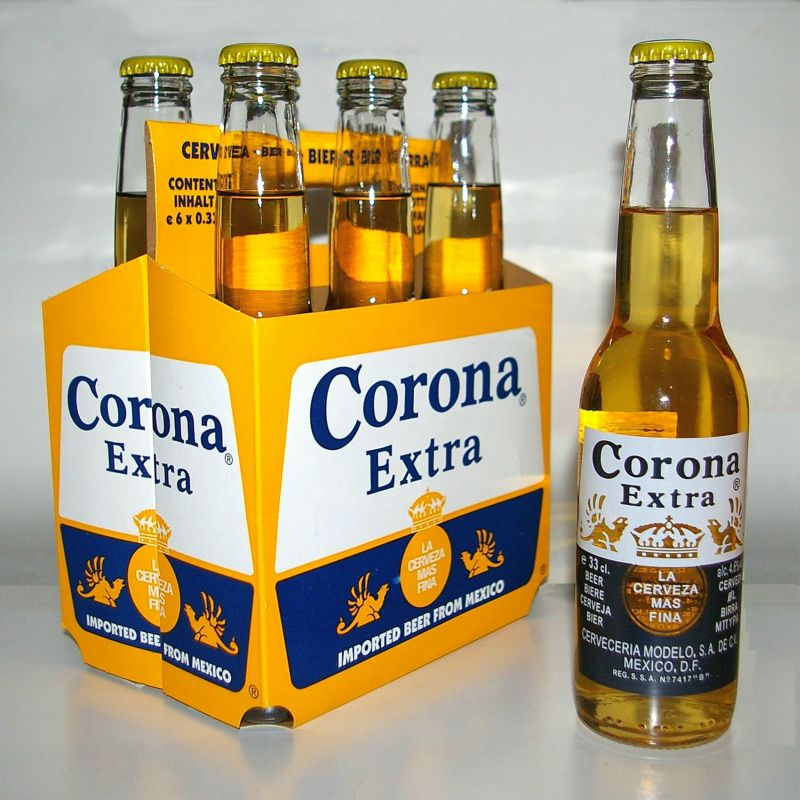
Пляшки пива «Corona Extra» ємністю 0,33 л.

Основним сортом торговельної марки «Corona» є:
- «Corona Extra» — світле пиво з вмістом алкоголю 4,6 %.

Зазвичай «Corona Extra» розливається у пляшки ємністю 0,33 л, для деяких ринків пиво також випускається у банках та кегах. Також у маркетингових цілях крім безпосередньо «Corona Extra» при продажу цього пива можуть використовуватися альтернативні торговельні назви. Вони здебільшого застосовуються до конкретних варіантів тари: зокрема «Coronita» — пиво «Corona Extra» у пляшках ємністю близько 0,2 л (конкретний об'єм залежить від ринку збуту); «Corona Familiar» — те ж пиво у пляшках ємністю близько 1,0 л; «Corona Genuine Cerveza de Barril» — у пляшках, виконаних у формі бочки.
Крім цього існує полегшений різновид цього пива:
- «Corona Light» — світле пиво зі зменшеним вмістом алкоголю 3,7 %. Виведений на ринок 1989 року, насамперед для посилення позицій на ринку Сполучених Штатів, де саме розширювався сегмент «легкого пива».